# دفتر خدمات پژوهشی کنگره
دفتر خدمات پژوهشی کنگره (به انگلیسی: Congressional Research Service) اندیشکده یا بازوی پژوهشی کنگره آمریکا است.

## پیشینه
در سال ۱۹۱۴ سناتور رابرت لافولت و نماینده‌ای به نام جان نلسون که هر دو از ایالت ویسکانسین بودند، تحت تأثیر عصر ترقی‌خواهی به اهمیت کسب دانش و اطلاعات در فرایند سیاست‌گذاری و قانون‌گذاری پی‌بردند؛ لذا دپارتمانی ایجاد شد تا به اطلاعات درخواستی از سوی نمایندگان پاسخ دهد. کتابدار کنگره، هربرت پوتنام نیز افرادی را به‌خدمت‌گرفت تا شاخص‌ها و قوانینی را که مورد نیاز نمایندگان است، به‌طور رسمی برای آنان تهیه کنند. در سال ۱۹۴۶ قانونی به تصویب رسید که اجازه می‌داد کنگره پژوهش و تجزیه و تحلیل‌های وسیع‌تری را با همکاری سایر آژانس‌های دولتی، سازمان‌های خصوصی و دانشمندان شخصی انجام‌دهد. قانونی در سال ۱۹۷۰ تصویب شد که به مرکز پژوهش‌ها اجازه‌داد تا بیشتر تلاش و اختصاص منابع خود را صرف پژوهش و تجزیه و تحلیل مسائلی کند که به‌طور مستقیم کنگره را در فرایند قانون‌گذاری یاری‌می‌کند.
طبیعتاً، اعضای کنگره نیز صاحب‌نظر در همه حوزه‌ها و امور نیستند و نیاز به مشورت و بررسی دقیق اطلاعات دارند. به همین دلیل، دفتر خدمات پژوهشی کنگره به عنوان اندیشکده کنگره آمریکا برای ارائه خدمت مستقیم به کنگره و اعضای آن بدون سوگیری ایجادشده‌است. کارکنان این مرکز حدود ۶۰۰ نفر از دانشمندان علوم طبیعی، فیزیک، علوم اجتماعی، وکلا، اقتصاددانان و … هستند. کنگره آمریکا در سال ۲۰۱۶ مبلغی ۱۰۶٫۹ میلیون دلار را به عنوان بودجه به این مرکز اختصاص داد. از سال ۲۰۱۲ تلاش زیادی شد تا همه گزارش‌های این مرکز در اختیار عموم قرار گیرد، اما این تلاش تا به حال مثمرثمر نبود.

## وظایف
مهم‌ترین وظایف CRS به شرح زیر است؛
1. تهیه گزارش در مسائل مهم سیاست‌گذاری
2. تهیه و برگزاری یادداشت‌های محرمانه، جلسات و مشاوره
3. سمینارها و کارگاه‌های آموزشی
4. تهیه مدارک و اسناد مورد نیاز کنگره
5. پاسخ به سوالات و مسائل شخصی

با پیچیده‌تر شدن سیاست‌گذاری عمومی، نیاز به تجزیه و تحلیل خردمندانه و جامع به موضوعی حیاتی تبدیل‌شده‌است. کنگره متکی بر CRS است تا منابع بین‌رشته‌ای را مرتب‌کند، تفکر انتقادی را تشویق‌کند و چارچوب‌های خلاقانه به‌وجود آورد تا به قانون‌گذاران کمک کند تا در شرایط سخت و دشوار تصمیمات درستی اتخاذ کنند. ارزش‌های اساسی CRS که موجب پایداری ارائه خدماتش به کنگره آمریکاست، محرمانه‌بودن، معتبر بودن، عینی و بی‌طرف‌بودن است.

## ساختار سازمانی
ساختار سازمانی CRS شامل مراتب زیر است.
1. مدیر
2. اطلاعات و انتشارات کنگره
3. مشاور مدیر
4. مالی و اداریژ
5. مدیریت فناوری و اطلاعات
6. مدیریت و توسعه منابع انسانی

مرکز پژوهش‌های کنگره در شش بخش فعالیت‌می‌کند:
American Law: بخش قانون آمریکا(ALD) به تمامی سوالاتی که در زمینه قانون‌گذاری کنگره به وجود می‌آید، پاسخ می‌دهد. برخی از مسائل مربوط به اختیارات سازمانی کنگره در قانون اساسی است. سوالاتی دیگر شامل؛ مسائلی است که در فرایند سیاست‌گذاری به‌وجودمی‌آیند مانند؛ فدرالیسم، قدرت تجارت و حقوق فردی. بخش قانون آمریکا، همچنین، بر روی پیچیدگی قوانین سابق تمرکزمی‌کند، خصوصاً زمانی که این قوانین با کسب و کار، جرم، محیط زیست، حقوق شهروندی، حقوق بین‌الملل و سایر مسائل مرتبطند.
Domestic social policy: بخش سیاست‌گذاری اجتماعی داخلی(DSP) وظیفه تجزیه و تحلیل سیاست داخلی و برنامه‌های اجتماعی را برعهده‌دارد که عبارتند از؛ آموزش، کار و امنیت کارگر، بیمه بهداشت و درمان و تأمین مالی، خدمات بهداشتی و پژوهش، مطالعات سیاست‌گذاری سنی، تأمین اجتماعی، حقوق بازنشستگی و بیمه ازکارافتادگی، مهاجرت، عدالت کیفری، رفاه و برنامه‌های تغذیه و مسکن. DSP خود به شش بخش «کودکان و خانواده‌ها»، «امنیت داخلی و مهاجرت»، «آموزش و پرورش و کار»، «بیمه بهداشت و درمان و تأمین مالی»، «خدمات بهداشت و پژوهش» و «امنیت درآمد» تقسیم‌می‌شود.
Foreign Affairs, Defense and Trade: بخش امور خارجه، دفاع و تجارت(FDT) بخشی است که بر تجزیه و تحلیل امنیتی، سیاسی و تحولات اقتصادی در سطح جهانی و مناطق مختلف آن تمرکزمی‌کند. کارشناسان ارتباطات سیاسی، اقتصادی و امنیتی بین ایالات متحده و دیگر کشورها، توسعه و کمک‌های خارجی، حقوق بشر، سازمان‌های بین‌المللی، مسائل فراملی مانند؛ تروریسم، پناهندگان، جرم و جنایت، حقوق بشر و منع گسترش سلاح‌ها را بررسی‌می‌کنند. در این بخش، تجزیه و تحلیل امنیت ملی، بودجه دفاعی ایالات متحده و امکانات نظامی نیز مورد بررسی قرار می‌گیرد. FDT به هفت بخش «آسیا»، «سیاست دفاعی و کنترل تسلیحات»، «بودجه دفاعی»، «اروپا و آمریکا»، «مدیریت سیاست خارجی و مسائل جهانی»، «تجارت بین‌المللی و سرمایه‌گذاری» و «شرق میانه و آفریقا» تقسیم‌می‌گردد.
Government and Finance: بخش دولت و امور مالی(G&F) بر روی سازمان، ساختار، عملیات، مدیریت کنگره، بودجه، روند قانونگذاری و تاریخ کنگره و مسائل مربوط به امنیت ملی، مدیریت اضطراری، توسعه اجتماعی، انتخابات و فدرالیسم آمریکایی تمرکزمی‌کند. از جمله؛ مسائل مالی تحت‌پوشش این بخش عبارتند از؛ مسائل بانکی، موسسات مالی، بیمه و اوراق بهادار، مالیات، مالیه عمومی، سیاست مالی و پولی، بدهی عمومی، تعامل مالیات با نرخ بهره، شاخص‌های اقتصادی به عنوان تولید ناخالص داخلی، تورم و پس‌انداز. G&F به شش بخش «بانکداری، بیمه، اوراق بهادار و سیاست‌های کلان اقتصادی»، «کنگره و قوه قضائیه»، «عملیات واحد اجرایی»، «فدرالیسم و مدیریت اضطراری»، «مالیات» و «قانون‌گذاری و بودجه» تقسیم‌می‌شود.
Resources, Science and Industry: بخش منابع، علوم و صنعت(RSI) بر روی مسائل و تحولات مربوط به منابع طبیعی کشور، مدیریت محیط زیست، کشاورزی، مواد غذایی، شیلات، انرژی و مواد معدنی، پیشرفت‌های علمی و برنامه‌های کاربردی تکنولوژی و صنعت تمرکزمی‌کند. RSI به شش بخش «کشاورزی و تأمین مواد غذایی»، «انرژی و مواد معدنی»، «خط مشی‌گذاری محیط زیست»، «منابع طبیعی و علوم زمین»، «سیاست‌گذاری علم و فناوری» و «تجزیه و تحلیل‌های حمل و نقل و صنعت» تقسیم می‌گردد.
Knowledge Services Group: گروه خدمات دانشی(KSG) مجموعی از متخصصان اطلاعات هستند که با تحلیلگران و وکلای CRS همکاری می‌کنند تا پژوهش‌هایی مبتنی بر اطلاعات صحیح و قابل‌اتکا به کنگره ارائه‌دهند. این گروه، همچنین، سیستم اطلاعاتی جغرافیایی(GIS) را نیز فراهم‌می‌کند. آنها، همچنین، به تحلیل‌گران کنگره کمک‌می‌کنند تا پاسخی برای نیازهای اطلاعاتی خود بیایند، توصیه‌هایی در مورد تلفیق استراتژی‌های جدید به آنها می‌کنند و وبسایت‌های سفارشی را طراحی‌می‌کنند. این افراد پلتفرم‌های همکاری را ایجاد می‌نمایند تا کارکنان داده‌ها و اطلاعات خود را به‌اشتراک گذارند. متخصصین اطلاعات مستقیماً به درخواست‌های اطلاعاتی از کنگره پاسخ می‌دهند و به نمایندگان کنگره آموزش می‌دهند که چگونه اطلاعات را جستجوکنند.